# A.L.F.A. 15 HP
Der A.L.F.A. 15 HP war ein Pkw der Società Anonima Lombarda Fabbrica Automobili, Vorgängerin von Alfa Romeo.

## Beschreibung
Das Unternehmen brachte dieses Mittelklassemodell 1911 zunächst als Sportausführung des 12 HP auf den Markt. 1912 löste es den 12 HP als kleinstes Modell ab. Konstrukteur war Giuseppe Merosi. Ein Vierzylinder-Reihenmotor mit 80 mm Bohrung, 120 mm Hub und 2413 cm³ Hubraum leistete 18,4 kW (25 PS) bei 2400 1/min. Er war vorne im Fahrzeug montiert und trieb die Hinterachse an. Das Getriebe hatte drei Gänge. Der Tankinhalt betrug 65 Liter. Wie beim Vorgängermodell betrug der Radstand 292 cm und die Spurweite 130 cm. Zur Wahl standen Tourenwagen und Limousine. Der Tourenwagen wog 920 kg. Die Höchstgeschwindigkeit betrug 95 km/h. Das Fahrgestell kostete 9500 Lire.
1913 endete die Produktion. Nachfolger wurde der 15-20 HP.
Zwischen 1910 und 1915 wurden vom Vorgänger 12 HP, dem 15 HP sowie dem Nachfolgemodell zusammen 330 Fahrzeuge hergestellt.

## Produktionszahlen A.L.F.A. 15 HP
Gesamtproduktion A.L.F.A. 15 HP insgesamt 100 Fahrzeuge
| Jahr           | 1912 | Summe |
| -------------- | ---- | ----- |
| A.L.F.A. 15 HP | 100  | 100   |